# Phosphosidérite
La phosphosidérite est un minéral rare, nommé selon ses principaux composants, le phosphate et le fer. « Sidérite » à la fin de nom provient du mot « sideros », le mot grec désignant le fer. Elle a été décrite en 1890 et constitue une espèce maintenue plus tard par l'IMA. Elle a été initialement trouvée par Alfred Legrand des Cloizeaux en 1858, mais désignée sous le terme  « huréaulite de type I ». Mais son nom actuel a été donné par la suite en 1890 par les Allemands Willy Bruhns et Karl Busz. Elle a toutefois encore été nommée plusieurs fois : Alfred Lacroix l'a nommée vilatéite en 1910, tandis que Duncan McConnel l'a décrite sous le nom de clinobarrandite en 1940. Le nom métastrengite a été donné par Palache, Berman et Frondel en 1951 car ils pensaient avoir affaire à un nouveau minéral car la phosphosidérite a été décrite à tort comme ayant une structure orthorhombique. Clinostrengite est un autre synonyme tandis que vilatéite désigne une variété de phosphosidérite contenant probablement du manganèse.

## Propriétés
La phosphosidérite cristallise dans un système cristallin monoclinique fait partie du groupe de la métavariscite avec la bonacinaïte (Sc(AsO4))·2H2O, la kolbeckite (ScPO4·2H2O) et la métavariscite avec qui elle forme probablement une série complète. C'est le dimorphe de la strengite.  Elle est totalement soluble dans l'acide chlorhydrique et presque insoluble dans l'acide nitrique. Considérée comme une gemme, elle est généralement taillée en forme de cabochon pour les bijoux et utilisée comme pierre ornementale. Elle se compose principalement d'oxygène (51,38 %), de fer (29,89 %) et de phosphore (16,58 %), mais contient également de l'hydrogène (2,16 %). 

## Couleurs
La phosphosidérite montre souvent une teinte violette brillante avec des stries de couleur jaune. Celles-ci en forme de veines trouvées dans la pierre sont connues sous le nom de cacoxénite. Le minéral existe avec 4 autres variantes de couleurs rares : le rose rouge, le jaune brun-rougeâtre, le vert mousse et les nuances sombres de violet. La phosphosidérite peut également être trouvée sous forme de minéral incolore, mais est pléochroïque ; sur l'axe X vers 4° elle est rose clair ; sur l'axe Y, elle est rouge carmin et sur Z elle est incolore. 

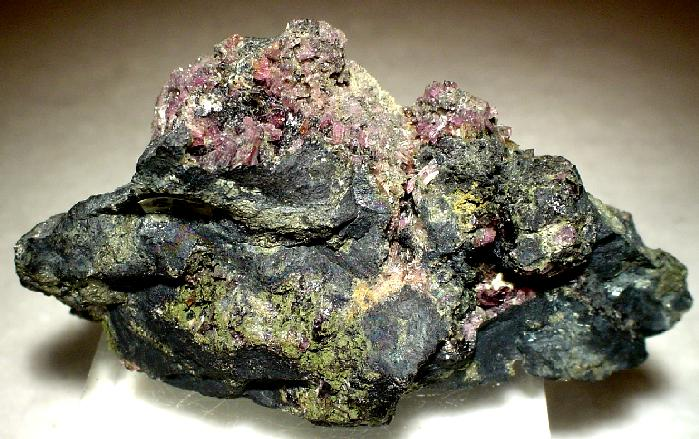
Spécimen riche avec des gemmes brillantes jusqu'à 4 mm de phosphosidérite du Dakota du Sud. Taille :. Mine Bull Moose à Custer, Dakota du Sud.

## Paragénèse et gisements
La phosphosidérite a commencé à se former probablement après la Grande Oxydation, il y a plus de 2,4 milliards d'années, lors d'une hydratation proche de la surface des minéraux antérieurs (carbonates, phosphates, borates, nitrates), ou lors de l'oxygénation néoprotérozoïque/biosphère terrestre, il y a moins de 600 millions d'années avec d'autres minéraux d'origine taphonomique.
Dans son cadre géologique, elle est un produit d'altération de la triphylite dans les pegmatites granitiques, les sols, et un minéral de remplacement dans les os et les coquilles.
La localité type de la phosphosidérite est la mine Kalterborn, sur la commune de Eisenfeld, près de Siegen, en Allemagne. Mais la phosphosidérite est extraite dans le monde entier dans près de 230 gisements recensés par Mindat.org, malgré le fait qu'elle soit rare. On en trouve principalement en Europe, notamment dans 9 gisements en France, mais aussi dans certaines régions du Chili, de l'Argentine, de l'Australie, du Brésil et des États-Unis où les plus gros spécimens sont extraits. On la retrouve en association avec la strengite, la turquoise, la triphylite, la leucophosphite, l'huréaulite, la barbosalite et la lauéite. Dans les pegmatites granitiques zonées, il se présente généralement comme un produit d'altération des phosphates primaires, ce qui en fait un phosphate secondaire. Elle peut remplacer les coquilles et les os et également être présente, quoique rarement, dans la composition du sol. 